# Schwarzholz
Schwarzholz là một đô thị thuộc huyện Stendal, bang Sachsen-Anhalt, Đức. Đô thị Schwarzholz có diện tích 12,82 km², dân số thời điểm ngày 31 tháng 12 năm 2006 là 255 người.